# Liste der Naturdenkmale in Welzheim
| Naturdenkmale | Anzahl |
| ------------- | ------ |
| FND           | 37     |
| END           | 11     |
| Gesamt        | 48     |

Die Liste der Naturdenkmale in Welzheim nennt die verordneten Naturdenkmale (ND) der im baden-württembergischen Rems-Murr-Kreis liegenden Stadt Welzheim. In Welzheim gibt es insgesamt 48 als Naturdenkmal geschützte Objekte, davon 37 flächenhafte Naturdenkmale (FND) und 11 Einzelgebilde-Naturdenkmal (END).
Stand: 6. Juni 2025.

## Einzelgebilde (END)
| Name                               | Bild | Kennung     | Einzelheiten                                                   | Position | Fläche Hektar | Datum         |
| ---------------------------------- | ---- | ----------- | -------------------------------------------------------------- | -------- | ------------- | ------------- |
| Eiche                              | BW   | 81190840027 | Welzheim                                                       | ⊙        | 0,0           | 13. Nov. 1992 |
| Esche in Eberhardsweiler           | BW   | 81190840025 | Welzheim                                                       | ⊙        | 0,0           | 13. Nov. 1992 |
| Fichte                             | BW   | 81190840003 | Welzheim                                                       | ⊙        | 0,0           | 31. Dez. 1986 |
| Grabbenlinde                       | BW   | 81190840019 | Welzheim                                                       | ⊙        | 0,0           | 13. Nov. 1992 |
| Königseiche am Limes               | BW   | 81190840028 | Welzheim                                                       | ⊙        | 0,0           | 13. Nov. 1992 |
| Linde im Gewann Gemeindeäcker      | BW   | 81190840023 | Welzheim                                                       | ⊙        | 0,0           | 13. Nov. 1992 |
| Linde in Eberhardsweiler           | BW   | 81190840026 | Welzheim                                                       | ⊙        | 0,0           | 13. Nov. 1992 |
| Linde                              | BW   | 81190840029 | Welzheim                                                       | ⊙        | 0,0           | 23. Aug. 1979 |
| Linde                              | BW   | 81190840034 | Welzheim                                                       | ⊙        | 0,0           | 17. Aug. 1981 |
| Linde                              | BW   | 81190840036 | Welzheim                                                       | ⊙        | 0,0           | 17. Aug. 1981 |
| Zwei Linden (Martin-Luther-Linde ) | BW   | 81190840021 | Welzheim Mittlerweile gefällt, beim Sturmtief Kirk umgeknickt. | ⊙        | 0,0           | 13. Nov. 1992 |
| Legende für Naturdenkmal           |      |             |                                                                |          |               |               |